# The Andrews Sisters
The Andrews Sisters – grupa wokalna składająca się z trzech śpiewających sióstr: LaVerne Andrews (kontralt; ur. 6 lipca 1915, zm. 8 maja 1967), Maxene Andrews (drugi głos; ur. 3 stycznia 1918, zm. 21 października 1995) i Patty Andrews (głos prowadzący; ur. 16 lutego 1920, zm. 30 stycznia 2013).

## Życiorys
Rozpoczęły karierę naśladując inne śpiewające siostry, które odniosły sukces – Boswell Sisters. Towarzyszyły różnym orkiestrom tanecznym i objeżdżały z nimi tournée śpiewając arie wodewilowe. Zostały zauważone po nagraniach i transmisjach radiowych w 1937. Śpiewały dla żołnierzy podczas drugiej wojny światowej, wspierały kombatantów, wystąpiły w kilku filmach. Podczas tego okresu zarejestrowały dużo piosenek z Bingiem Crosby. O ich popularności może świadczyć fakt, że po wojnie odkryto, iż kilka z ich nagrań było przemyconych do Niemiec pod zmienionymi etykietami pod nazwą „Piosenki Marszowe Hitlera”.
Po krótkiej przerwie po wojnie, siostry występowały w klubach Stanów Zjednoczonych i Europy. Ostatni raz pojawiły się razem w 1962 podczas The Dean Martin Show. Laverne, zachorowała na raka i umarła pięć lat później w 1967.
Po długim milczeniu, pozostałe dwie siostry powróciły do śpiewania, kiedy Bette Midler zarejestrowała cover ich piosenki „Boogie Woogie Bugle Boy”. Maxine i Patti pojawiały się razem i oddzielnie przez lata 70., a Maxine nagrała solowy album w 1986. W okresie ich długiej kariery siostry sprzedały ponad 60 mln płyt. Grupa została wprowadzona do Vocal Group Hall of Fame w 1998.
W 2005 ich piosenka „Oh Johnny, Oh Johnny, Oh!” została wykorzystana w filmie Andrew Adamsona Opowieści z Narnii: Lew, czarownica i stara szafa, natomiast w 2010 twórcy gry Mafia II wykorzystali w tejże grze piosenki „Rum and Coca-Cola”, „Boogie Woogie Bugle Boy”, „Strip Polka” i inne.

## Albumy

### Lata 30.
- Bei Mir Bist Du Schoen (1937)

### Lata 40.
- I’ll Be with You in Apple Blossom Time (1941)
- Boogie Woogie Bugle Boy (1941)
- Don’t sit under the Apple Tree (1942)
- Rum and Coca-Cola (1944)
- Don’t Fence Me In (1946) /z Bingiem Crosbym
- The Andrews Sisters (1946)
- A Collection Of Tropical Songs (1947)
- Underneath the Arches (1948)
- Selections from Road to Rio (1948) /z Bingiem Crosbym
- Bing Crosby Sings with Al Jolson, Bob Hope, Dick Haymes and the Andrews Sisters (1948)
- Irving Berlin Songs (1948)

### Lata 50.
- Here Comes Santa Claus (1950)
- Songs from Mr. Music (1950) /z Bingiem Crosbym oraz Dorothy Kirsten
- Go West Young Man (1950) /z Bingiem Crosbym
- I Love To Tell The Story (1951)
- My Isle Of Golden Dreams (1952) /z Alfredem Apaką
- Selections from the Paramount Picture „Just for You” (1952) /z Bingiem Crosbym oraz Jane Wyman
- Sing, Sing, Sing With The Andrews Sisters (1952)
- The Andrews Sisters In Hi-Fi (1956)
- Fresh And Fancy Free (1957)
- The Andrews Sisters Sing The Dancing 20's (1958)
- Near You... (1958)

### Lata 60.
- Great Golden Hits (1962)
- The Andrews Sisters' Greatest Hits (1962)
- The Andrews Sisters' Greatest Hits, Vol. II (1963)
- The Andrews Sisters Present (1963)
- Great Country Hits (1964)
- Pennsylvania Polka! (1964)
- Go Hawaiian (1965)
- Great Performers (1967)
- Don't Sit Under The Apple Tree (1968)

### Lata 70.
- Boogie Woogie Bugle Girls (1973)
- The Andrews Sisters (1973)
- In The Mood (1974)

### Lata 90.
- Their Complete Recordings Together (1996) /z Bingiem Crosbym
- The Essential Collection (1999) /z Bingiem Crosbym

### Lata 2000.
- A Merry Christmas With Bing Crosby and the Andrews Sisters (2000) /z Bingiem Crosbym

## Filmografia
- Argentine Nights (1940)
- In the Navy (1941)
- Hold That Ghost (1941)
- Buck Privates (1941)
- What’s Cookin’? (1942)
- Private Buckaroo (1942)
- Give Out, Sisters (1942)
- How’s About It (1943)
- Always a Bridesmaid (1943)
- Swingtime Johnny (1944)
- Moonlight and Cactus (1944)
- Follow the Boys (1944)
- Hollywood Canteen (1944)
- Her Lucky Night (1945)
- Make Mine Music (głosy) (1946)
- Droga do Rio (1947)
- Melody Time (głosy) (1948)

## Dodatkowe informacje
Postaci The Andrews Sisters, a także wielu innych przedwojennych amerykańskich gwiazd, pojawiły się w filmie animowanym The Autograph Hound z 1939, gdzie Kaczor Donald włamuje się do studia filmowego, aby zdobyć autografy.